# 安田屋
株式会社安田屋（やすだや）は、関東地方でパチンコ・パチスロ店チェーン「やすだ」を経営する企業。

## 概要
2019年現在、東京都・千葉県・埼玉県・神奈川県・群馬県に27店舗を展開する、パチンコホール業界では中堅規模の企業である。本社が板橋区（かつては東武東上線・大山駅そば、現在は都営三田線・板橋区役所前駅そば）にあることから、板橋区・練馬区・豊島区などの23区の西北部や、戸田市・朝霞市など埼玉南部などが主な出店エリアとなっている。

## 沿革
- 1949年 名古屋市で創業。
- 1951年 東京都に進出（現在の仲宿店）。
- 1971年 千葉県に進出。
- 1993年 神奈川県に進出。
- 2007年 群馬県に進出。
- 2010年7月 TOKYO MX他にて、一社提供番組『原口あきまさの今がぱちドキッ!』放送開始。
- 2012年10月 テレビ埼玉にて、一社提供番組『大逆転 実況ぱちドキッ!』放送開始。
- 2020年 本社を現在地に移転。
- 2022年 YouTubeにて、【ケンドーコバヤシの】キングオブパチンコ 放送開始

## 事件
2010年7月30日午後10時半ごろ、やすだ八潮店で客の男性が男に刃物で刺された事件があった。客の男性は病院に運ばれたが死亡した。犯人の男は後日逮捕された。　